# Ovakozlu, Hınıs
Ovakozlu là một xã thuộc huyện Hınıs, tỉnh Erzurum, Thổ Nhĩ Kỳ. Dân số thời điểm năm 2011 là 1.055 người.